# ブローム・ウント・フォス P.194
P.194
ブローム & フォス BV P.194.02
- 用途：戦術爆撃機
- 分類：レシプロ・ジェット混合動力機
- 設計者：リヒャルト・フォークト
- 製造者：ブローム・ウント・フォス
- 運用者： ドイツ国（ドイツ空軍）
- 生産数：無し
- 運用状況：計画のみ、製造に至らず

ブローム・ウント・フォス P.194とは、第二次世界大戦中のドイツで開発が進められた、複合動力を用いる対地攻撃機、または戦術爆撃機用の設計案である。ブローム・ウント・フォスで作られた、リヒャルト・フォークトによる他の幾種類かの設計案のように、P.194も非対称機となっている。
1944年1月、ドイツ航空省は旧式化したユンカース Ju 87の代替となる仕様を出し、ブローム・ウント・フォスはこれに応じてP.192、P.193およびP.196とともにP.194の設計案を提出した。この機体の基本設計はBV 141のものを踏襲している。主胴体構造の機首部にはプロペラを駆動させるエンジンが付けられ、もう一端には尾翼が設けられた。乗員と兵装はナセルの内部に収められて主胴体から分離されている。これらは主翼によって結合されている。ただし、P.194では、コックピットポッドの後方にターボジェットが追加された。この設計の意図は、ジェットエンジンの推力により、プロペラから生まれる推力とのバランスを補助することにあった。強力な兵装がポッド前部に集中配置された。爆弾搭載量は上限500kgで、爆弾は胴体内の爆弾倉に収められて運ばれることになっていた。
ブローム・ウント・フォスの4つの設計案は全てドイツ航空省によって不採用とされ、代わりに戦術爆撃の任務にあたるものとして選ばれたのはメッサーシュミット Me262だった。

## 設計案
P.194.00-101
翼幅16mのバージョン。ジェットの吸気口がコックピットポッドの下部に置かれている。
P.194.01-02
翼幅15.3mのバージョン。バブルキャノピーを装備し、ジェットの吸気口はコックピット下部にある。
P.194.02-01
上記と同様であるが、ターボジェットの位置がコックピット下部に配された。
P.194.03-01
P.194.01-02と同様だが、ジェットの吸気口がコックピットポッド脇の翼根部に移された。

## 諸元（194-01、設計案）
データは脚注に拠る。
主要諸元
- 乗員:1名
- 全長:12.1m
- 翼幅:15.3m
- 全高:3.7m
- 主翼面積:36.4 m2
- 空虚重量:6,500kg
- 全備重量:9,350kg
- 動力:BMW 801D 14気筒空冷星形ピストンエンジン、1基。出力1,200kW (1,600hp)
- 動力:ユンカース Jumo 109-004 ターボジェット。推力8.7kN

性能
- 最高速度:775km/h
- 航続距離:1,070km
- 最大上昇限度:11,100m

兵装
- 機銃:前方に射撃する固定機関砲2門、30mm MK 103 機関砲。
- 前方に射撃する固定機関砲2門。20mm MG 151/20機関砲。
- 爆弾:爆弾倉内に500kg。